# Liên hoan phim Việt Nam lần thứ 3
Liên hoan phim Việt Nam lần thứ 3 được tổ chức từ ngày 15 tháng 3 đến ngày 22 tháng 3 năm 1975 tại Hải Phòng, Việt Nam với khẩu hiệu: "Vì Tổ quốc và Chủ nghĩa xã hội. Vì sự phát triển của nền điện ảnh dân tộc".

## Sự kiện
Đây là liên hoan phim đầu tiên mà các tác phẩm dự thi được trình chiếu trước đông đảo khán giả; các nghệ sĩ cũng có thể gặp gỡ và giao lưu với công chúng. Tổng số phim đăng ký dự thi là 111 phim, trong đó có 4 phim truyện Em bé Hà Nội, Quê nhà, Đến hẹn lại lên, Bài ca ra trận. Số còn lại gồm 27 phim tài liệu, 13 phim hoạt hình, 43 phim đề tài thời sự, 8 phim khoa học và 9 phim đề tài khoa học.
Tối ngày 22 tháng 3, buổi lễ bế mạc diễn ra. Có tất cả 4 giải Bông sen vàng được trao cho các hạng mục bao gồm phim truyện, phim tài liệu thời sự và phim hoạt họa; riêng phim truyện có 2 giải, và không có Bông sen vàng nào được trao cho mảng phim khoa học. So với hai kỳ liên hoan phim trước, số lượng giải thưởng kỳ này ít hơn hẳn, được cho là do công tác tổ chức và chấm giải đã bài bản hơn.

## Giải thưởng

### Phim truyện
| Giải                         | Giải                         | Phim                              | Chú thích |
| ---------------------------- | ---------------------------- | --------------------------------- | --------- |
| Tác phẩm                     | Bông Sen vàng                | Đến hẹn lại lên                   |           |
| Tác phẩm                     | Bông Sen vàng                | Em bé Hà Nội                      |           |
| Tác phẩm                     | Bông Sen bạc                 | Bài ca ra trận                    |           |
| Tác phẩm                     | Bông Sen bạc                 | Quê nhà                           | [ 10 ]    |
| Đạo diễn xuất sắc            | Đạo diễn xuất sắc            | Trần Vũ – Đến hẹn lại lên         |           |
| Nam diễn viên chính xuất sắc | Nam diễn viên chính xuất sắc | không được trao                   |           |
| Nữ diễn viên chính xuất sắc  | Nữ diễn viên chính xuất sắc  | Như Quỳnh – Đến hẹn lại lên       |           |
| Quay phim xuất sắc           | Quay phim xuất sắc           | Nguyễn Đăng Bảy – Đến hẹn lại lên |           |
| Họa sĩ xuất sắc              | Họa sĩ xuất sắc              | Trần Kiềm – Em bé Hà Nội          |           |

### Phim tài liệu/khoa học
| Giải          | Giải          | Phim                                                                            | Chú thích    |
| ------------- | ------------- | ------------------------------------------------------------------------------- | ------------ |
| Phim tài liệu | Bông Sen vàng | Hà Nội – Bản anh hùng ca                                                        | [ 5 ] [ 11 ] |
| Phim tài liệu | Bông Sen vàng | Như đón cả miền Nam anh hùng                                                    | [ 4 ]        |
| Phim tài liệu | Bông sen bạc  | Mở đường Trường Sơn Tội ác tột cùng bị trừng trị đích đáng Hà Nội 5 ngày đọ sức | [ 5 ] [ 11 ] |
| Phim khoa học | Bông sen bạc  | Bắn máy bay lên thẳng bằng súng bộ binh                                         | [ 5 ] [ 11 ] |

### Phim hoạt hình
| Giải               | Giải               | Phim                                               | Chú thích |
| ------------------ | ------------------ | -------------------------------------------------- | --------- |
| Tác phẩm           | Bông Sen vàng      | Con khỉ lạc loài                                   |           |
| Tác phẩm           | Bông Ben bạc       | Rừng hoa                                           |           |
| Tác phẩm           | Bông Ben bạc       | Cá sấu ngứa răng                                   | [ 10 ]    |
| Đạo diễn xuất sắc  | Đạo diễn xuất sắc  | Hồ Quảng – Con khỉ lạc loài                        |           |
| Biên kịch xuất sắc | Biên kịch xuất sắc | Cao Thụy, Trần Ngọc Thanh – Con khỉ lạc loài       |           |
| Hoạt họa xuất sắc  | Hoạt họa xuất sắc  | Hồ Quảng – Con khỉ lạc loài Mai Long – Mầm lá xanh |           |
| Quay phim xuất sắc | Quay phim xuất sắc | Nguyễn Thị Hằng – Con khỉ lạc loài                 |           |